# Ilisia indianensis
Ilisia indianensis är en tvåvingeart som först beskrevs av Alexander 1922.  Ilisia indianensis ingår i släktet Ilisia och familjen småharkrankar. Inga underarter finns listade i Catalogue of Life.